# NFS1
Мітохондріальна цистеїн-десульфураза (англ. NFS1, cysteine desulfurase) – білок, який кодується геном NFS1, розташованим у людей на довгому плечі 20-ї хромосоми.
 Довжина поліпептидного ланцюга білка становить 457 амінокислот, а молекулярна маса — 50 196.
Цей білок за функцією належить до трансфераз. Білок має сайт для зв'язування з  іоном заліза, піридоксаль-фосфатом, залізо-сірчаною групою. Локалізований у цитоплазмі, ядрі, мітохондрії.
Залізно-сульфурні кластери (Fe–S кластери) необхідні для функціонування багатьох клітинних ензимів. NFS1 бере безпосередню участь у синтезі (біогенезі) цих кластерів, генеруючи неорганічну сірку, потрібну для їх утворення. Джерелом сірки є цистеїн. NFS1 віднімає атом сірки від молекули цистеїну, внаслідок чого той перетворюється на аланін.
| 10         |  | 20         |  | 30         |  | 40         |  | 50         |
| ---------- |  | ---------- |  | ---------- |  | ---------- |  | ---------- |
| MLLRAAWRRA |  | AVAVTAAPGP |  | KPAAPTRGLR |  | LRVGDRAPQS |  | AVPADTAAAP |
| EVGPVLRPLY |  | MDVQATTPLD |  | PRVLDAMLPY |  | LINYYGNPHS |  | RTHAYGWESE |
| AAMERARQQV |  | ASLIGADPRE |  | IIFTSGATES |  | NNIAIKGVAR |  | FYRSRKKHLI |
| TTQTEHKCVL |  | DSCRSLEAEG |  | FQVTYLPVQK |  | SGIIDLKELE |  | AAIQPDTSLV |
| SVMTVNNEIG |  | VKQPIAEIGR |  | ICSSRKVYFH |  | TDAAQAVGKI |  | PLDVNDMKID |
| LMSISGHKIY |  | GPKGVGAIYI |  | RRRPRVRVEA |  | LQSGGGQERG |  | MRSGTVPTPL |
| VVGLGAACEV |  | AQQEMEYDHK |  | RISKLSERLI |  | QNIMKSLPDV |  | VMNGDPKHHY |
| PGCINLSFAY |  | VEGESLLMAL |  | KDVALSSGSA |  | CTSASLEPSY |  | VLRAIGTDED |
| LAHSSIRFGI |  | GRFTTEEEVD |  | YTVEKCIQHV |  | KRLREMSPLW |  | EMVQDGIDLK |
| SIKWTQH    |  |            |  |            |  |            |  |            |

A: Аланін

C: Цистеїн

D: Аспарагінова кислота

E: Глутамінова кислота

F: Фенілаланін

G: Гліцин

H: Гістидин

I: Ізолейцин

K: Лізин

L: Лейцин

M: Метіонін

N: Аспарагін

P: Пролін

Q: Глутамін

R: Аргінін

S: Серин

T: Треонін

V: Валін

W: Триптофан